# هيلج غروث
هيلج غروث (بالنرويجية البوكمول: Helge Groth)‏ هو دبلوماسي نرويجي، ولد في 28 أغسطس 1913، وتوفي في 23 يوليو 1966.